# Sándor Balogh (Handballspieler)
Sándor Balogh (* 31. März 1960 in Szeged) ist ein aus Ungarn stammender Handballtrainer und ehemaliger Handballspieler. Er besitzt seit 2005 die deutsche Staatsbürgerschaft.
Sándor Balogh spielte als Kreisläufer. Im Juli 1990 erhielt er ein Engagement beim damaligen Regionalligisten MT Melsungen, mit dem er 1992 in die 2. Handball-Bundesliga aufstieg. Nach mehreren Knieoperationen Mitte der 1990er Jahre beendete er 2001 seine aktive Karriere in Melsungen.
Er stand auch im Aufgebot der ungarischen Nationalmannschaft, für die er 30 Länderspiele bestritt.
Nach Beendigung seiner Spielerkarriere wurde Sándor Balogh Co-Trainer der ersten Herren-Mannschaft des Vereins und war auch Interimstrainer.
Der gelernte Mechaniker ist verheiratet und hat zwei Kinder.